# Трояндове дерево (структура даних)
Трояндове дерево — дерево з довільним і необмеженим числом гілок у кожному вузлі.

## Найменування
Назву "трояндове дерево" запропонував Ламберт Меертенс, аби пробудити спогади про рододендрон.
Ми назвемо такі дерева трояндовими деревами, що є буквальним перекладом рододендрона (з давньогрецької мови ῥόδον = троянда, δένδρον = дерево) через схожість із виглядом цього чагарника, за винятком того, що він не росте догори коренем в Північній півкулі.
We shall call such trees rose trees, a literal translation of rhododendron (Greek ῥόδον = rose, δένδρον = tree), because of resemblance to the habitus of this shrub, except that the latter does not grow upside-down on the Northern hemisphere.

## Визначення
Нижче наведемо визначення в Haskell:
```
data
 
Tree
 
=
 
Cofree
 
[]

```